# 南京総領事館毒酒事件
南京総領事館毒酒事件（なんきんそうりょうじかんどくしゅじけん）とは、1939年（昭和14年）6月10日に日本の在外公館である南京総領事館で発生した殺人事件。

## 事件の概要
1939年6月10日、南京総領事館では清水留三郎外務政務次官の歓迎祝賀会が開かれ、清水政務次官の他に日本軍の要人や中華民国維新政府行政院長梁鴻志、立法院長温宗尭、綏靖部部長任援道、南京市長高冠吾ら合計20名ほどの来客があった。
8時ごろ乾杯の音頭と共に、一同は老酒を口にした。直後、苦しみを訴え昏倒する者、嘔吐する者が続出した。領事館警察の署長は、幸いにも老酒を飲んでいなかったため、直ちに部下の警察官に命じて中毒者の応急処置や緊急配備の敷設に当たった。宮下玉吉書記生と船山巳之作書記生は毒に苦しみながらも自らをかえりみず、来客らの介護や医者を迎えに行ったが自らは手遅れとなり、夜半に相次いで命を落とした。11日朝には残りの者の容態は良好で、快癒した者もいた。
捜査の結果、事件翌日には中国人給仕1人が事件発生2時間前に早退していたことが判明した。毒は老酒の瓶中に仕込まれたもので、その後、猛毒の亜ヒ酸（よく我々がヒ素と俗称することの多い毒物）であったことが判明している。給仕は12年間にわたって総領事館に勤め、領事館員らからは信頼されていた人物であったという。憲兵ら捜査隊が本人や親族の家に向かったが、既に逃走した後であった。
その後の捜索においても、有力とみられた情報に基づいて近郊の警察署に捜査隊が出向いたところ、署から隊がいったん引き上げた後にゲリラに署が襲撃され、いずれも中国人の署長以下数名の警察官らが殺害され、残りの20名ほどの署員が情報提供者とともに姿を消すという事件が起きたという。
その後、様々な流言が出回る中、当の中国人給仕から手紙が届いた。そこには「自分が犯人で、南京攻略の際に妻を日本兵に性凌辱され恨みをもったこと。長年勤めていた領事館の方々には大変申し訳なかったこと。手紙が届く頃には香港経由で奥地に逃走している。」旨が記されていた。
この給仕の単独犯行か、あるいは背後関係があったのか、また、この手紙の真偽についても捜査が行われたが、結局未解決のまま終戦に至った。